# Samourzakano

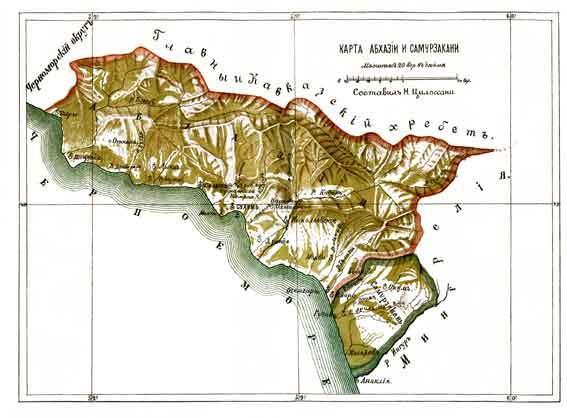
Le Samourzakano (en vert, sud-est) et l'Abkhazie en 1899

Le Samourzakano ou la Samourzakagne (Géorgien სამურზაყანო) est une région historique du Caucase, sur la côte de la Mer Noire.
Elle est située à l'est de l'Abkhazie, entre les fleuves Kodori et Ingouri, et couvre une aire correspondant aux actuels districts d'Ochamchira, de Tkvarcheli, et de Gali.

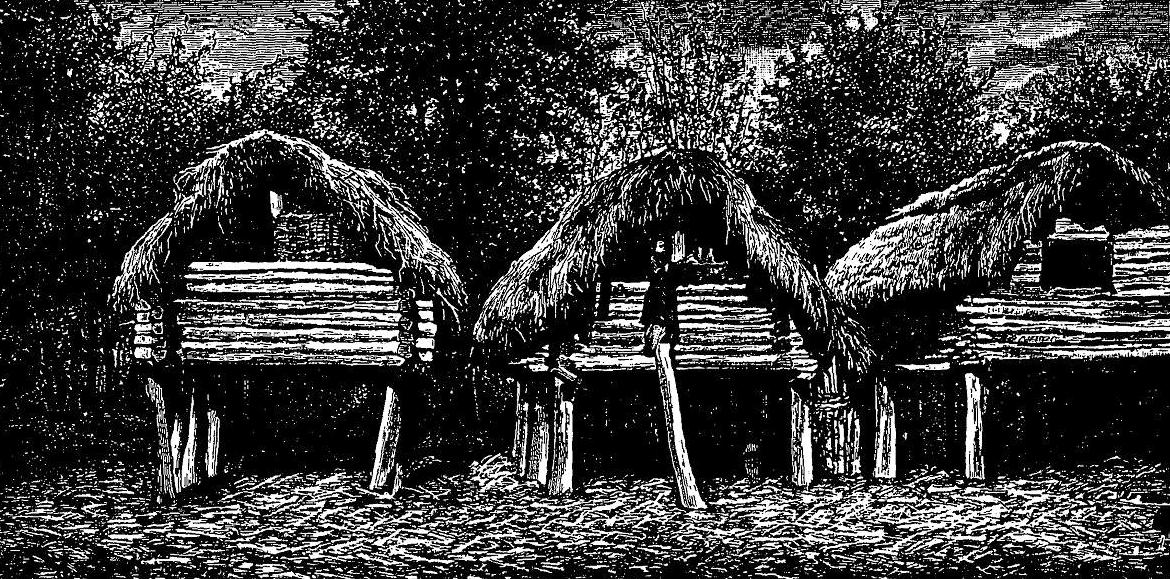
Granges à Saberio, 1884